# 伽山古墓
伽山古墓（とぎやまこぼ）は、大阪府南河内郡太子町にある奈良時代の墓。大阪府指定史跡に指定され（指定名称は「伽山古墳」）、帯金具及び刀子は大阪府指定有形文化財に指定されている。

## 概要
大阪府南東部、太井川西側に南北において延びる段丘上に位置する。南には太子西山古墳（敏達天皇陵）が所在する。1981年（昭和56年）に発掘調査が実施されている。
墳丘は流出して失われているが、一部で版築状の盛土が認められている。埋葬施設は石槨で、凝灰岩切石を組み合わせて構築され、内部に鉄釘使用木棺を据える。木棺内からは、着装品として銀製銙帯一式・鈴付刀子が出土している。
埋葬時期は、奈良時代の8世紀前半頃と推定される。墓誌等が出土していないため被葬者は明らかでないが、衣服令の規定から親王クラスの人物と想定する説が挙げられる。
墓域は1993年（平成5年）に大阪府指定史跡に指定され（指定名称は「伽山古墳」）、帯金具及び刀子は同年に大阪府指定有形文化財に指定されている。現在では埋め戻しのうえで保存されている。

## 遺跡歴
- 1981年（昭和56年）、道路工事に伴う伽山遺跡の発掘調査、古墓の発見（大阪府教育委員会、1982年に概要報告）。
- 1993年（平成5年）3月31日、大阪府指定史跡に指定（指定名称は「伽山古墳」）、帯金具及び刀子が大阪府指定有形文化財に指定。

## 埋葬施設

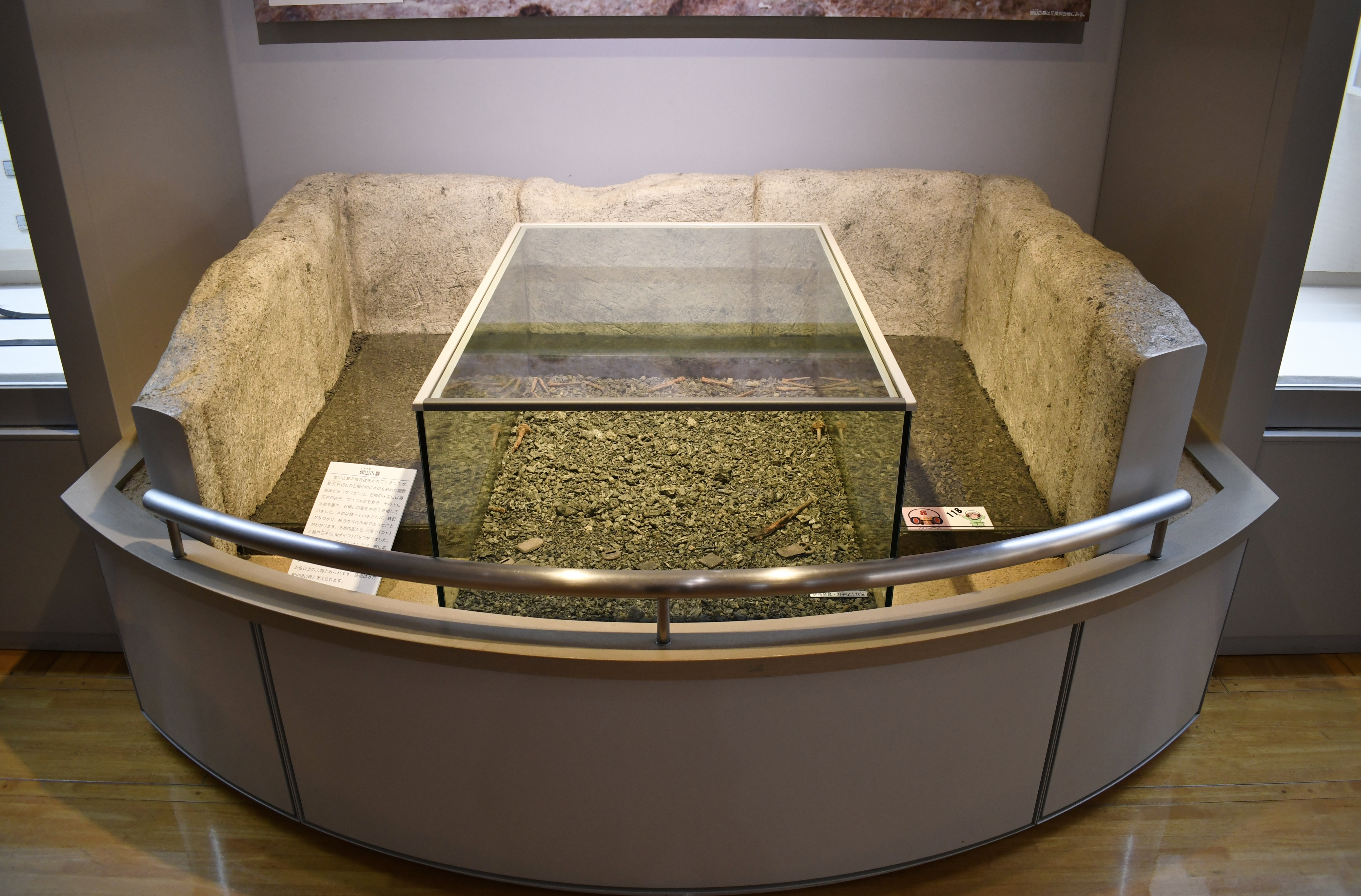
石槨（複製）大阪府立近つ飛鳥博物館展示。

埋葬施設としては石槨が構築されている。石槨の主軸は東西方向で、石槨の南東半は失われているが、全体の規模は長さ2.65メートル・幅1.63メートルを測る。
石槨の石材は凝灰岩の切石。1枚の幅・高さは60センチメートル、厚さは15センチメートルの石材を使用して、西壁3枚・北壁5枚・南壁2枚以上を組み合わせて構築される（南壁の一部と東壁は欠失のため不明）。底石はなく、凝灰岩の砕石を約10センチメートルの厚さで敷く。砕石の上には木棺を据え、石槨と木棺の間には木炭を充填する。木炭の下の床面では四隅に柱穴が確認されており、覆屋状施設の存在を示唆する。天井石は元来なかったとみられる。
木棺は、鉄釘の出土位置から、長さ1.5メートル以上・幅0.6メートル・厚さセンチメートル程度とみられる。棺内からは、着装品として銀製銙帯一式（鉸具・丸鞆1・巡方2・丸鞆4・巡方2・丸鞆1・鉈尾の順）・鈴付刀子が出土している。『日本後紀』などによれば、この銙帯は慶雲4年（707年）- 延暦15年（796年）・大同2年（807年）- 弘仁元年（810年）の限られた期間にのみ使用されたとされる。

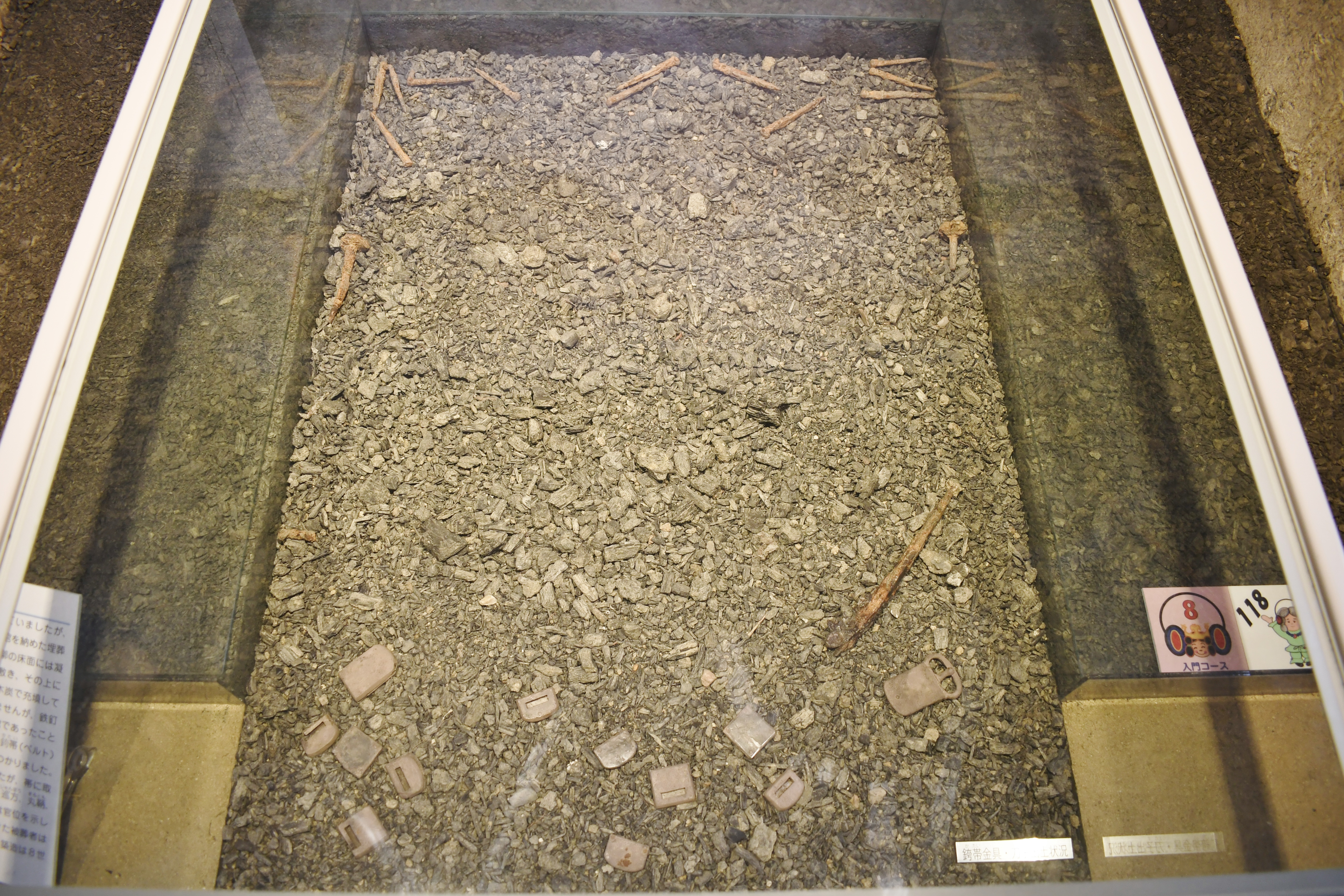
鉄釘・銙帯金具・刀子出土状況（復元）

## 文化財

### 大阪府指定文化財
- 有形文化財
  - 伽山墳墓出土帯金具及び刀子（考古資料） - 大阪府立近つ飛鳥博物館保管。1993年（平成5年）3月31日指定。
- 史跡
  - 伽山古墳 - 1993年（平成5年）3月31日指定。

## 関連施設
- 大阪府立近つ飛鳥博物館（河南町東山） - 伽山古墓の石槨複製・出土品を展示。

## 関連文献
（記事執筆に使用していない関連文献）
- 『主要地方道富田林-太子線に伴う 伽山遺跡発掘調査概要II』大阪府教育委員会、1982年。